# Fernando Torres
Fernando José Torres Sanz (phát âm tiếng Tây Ban Nha: [ferˈnando ˈtores]; sinh ngày 20 tháng 3 năm 1984) là một cựu cầu thủ và là một huấn luyện viên bóng đá người Tây Ban Nha. Anh là một huyền thoại của câu lạc bộ Atlético Madrid,Liverpool và cũng là một trong những tiền đạo xuất sắc nhất mà bóng đá Tây Ban Nha từng sản sinh. Hiện tại, anh đang làm huấn luyện viên đội U-19 Atlético Madrid.
Torres sinh ra tại Fuenlabrada, một thị xã ngoài ô của Madrid. Anh là cầu thủ trẻ tuổi nhất từng chơi cho Atlético Madrid và là cầu thủ trẻ nhất trở thành đội trưởng (lúc 19 tuổi). Biệt danh của anh là "El Niño" (đứa trẻ) nhằm để chỉ sự xuất hiện của anh ở La Liga như một hiện tượng cuồng phong mạnh mẽ.
Anh gia nhập câu lạc bộ Liverpool ở Premier League vào năm 2007. Anh có mùa giải đầu tiên ở Anfield với việc trở thành cầu thủ đầu tiên của Liverpool ghi hơn 20 bàn trong một mùa giải từ 1995-1996. Anh rời câu lạc bộ vào tháng 1 năm 2011 và gia nhập Chelsea, biến anh trở thành cầu thủ đắt giá nhất câu lạc bộ và đắt giá nhất Tây Ban Nha với mức phí chuyển nhượng 50 triệu bảng Anh. Ngay mùa giải đầu tiên, anh đã vô địch Cúp FA và UEFA Champions League, mặc dù anh có bị chỉ trích vì số bàn thắng khiêm tốn mà anh ghi được. Mùa giải sau, anh có bàn thắng quan trọng trong trận chung kết Europa League giúp Chelsea lần đầu tiên đăng quang tại đấu trường này. Anh cùng đồng đội Juan Mata trở thành hai cầu thủ đầu tiên đăng quang cả bốn giải đấu danh giá là World Cup, Euro, UEFA Champions League và UEFA Europa League.
Anh cũng là một cầu thủ của đội tuyển Tây Ban Nha,anh có trận đấu đầu tiên cho tuyển đấu với Bồ Đào Nha vào năm 2003. Ngày 29 tháng 6 năm 2008, Torres ghi bàn thắng duy nhất trong trận chung kết với đội tuyển Đức. Tây Ban Nha trở thành nhà vô địch châu Âu 2008. Nhờ những thành tích nổi bật trong năm, anh xếp thứ ba trong cuộc bình chọn Quả bóng vàng châu Âu 2008.
Ngày 2 tháng 7 năm 2012 Torres ghi bàn thắng nâng tỉ số lên 3-0 và kiến tạo cho đồng đội Juan Mata ghi bàn góp phần vào chiến thắng 4-0 trước Ý, đưa Tây Ban Nha đi vào lịch sử với tư cách là đội bóng đầu tiên vô địch 2 kì Euro liên tiếp. Riêng cá nhân Torres nhận danh hiệu Chiếc giày vàng châu Âu ở giải đấu và đi vào lịch sử bóng đá thế giới với tư cách là cầu thủ ghi bàn ở hai trận chung kết (Euro 2008 và 2012). Ngày 21 tháng 6 năm 2019, Fernando Torres chính thức giã từ sự nghiệp thi đấu quốc tế sau 24 năm thi đấu chuyên nghiệp.

## Tuổi thơ
Sinh ra ở Fuenlabrada, Cộng đồng Madrid, Torres có hứng thú với bóng đá từ khi còn là một đứa trẻ và gia nhập đội bóng đầu tiên, Parque 84, khi mới 5 tuổi. Cha anh José Torres phải làm việc khi Torres còn nhỏ, và mẹ anh Flori Sanz hằng ngày đều đưa anh đến sân tập. Ông của Torres không hẳn là một người đam mê bóng đá, nhưng vẫn tự hào là một cổ động viên của Atletico Madrid, và Torres thừa hưởng tình yêu với đội bóng từ người ông.
Torres khởi nghiệp trong vai trò của một thủ môn, vị trí thi đấu của người anh trai. Tuy nhiên, khi Torres lên 7, anh bắt đầu chơi ở vị trí tiền đạo cho một câu lạc bộ địa phương, Mario's Holland, ở một giải đấu trong nhà, lấy cảm hứng từ nhân vật trong bộ truyện tranh Nhật Bản "Đội trưởng Tsubasa". Ba năm sau, khi Torres 10 tuổi, anh được chọn vào đội bóng 11 người, Rayo 13. Anh ghi 55 bàn thắng trong một mùa giải và là một trong ba cầu thủ Rayo 13 được thử việc ở Atletico Madrid. Anh gây ấn tượng với các tuyển trạch viên và gia nhập lò đạo tạo đội bóng ở tuổi 11 vào năm 1995.

## Sự nghiệp câu lạc bộ

### Atletico Madrid

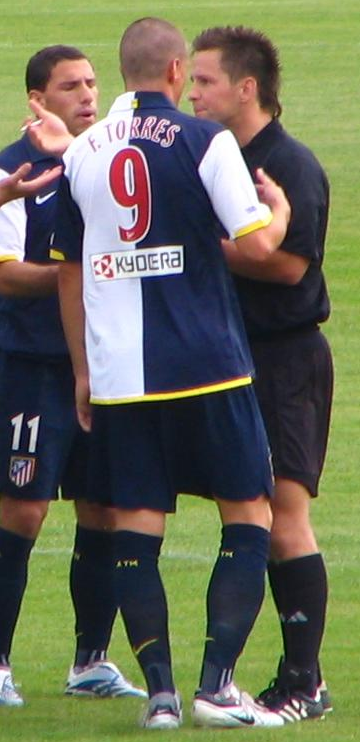
Torres phản ứng với trọng tài trong một trận đấu cùng Atletico

Sau những tiến bộ vượt bậc, Torres có danh hiệu quan trọng cùng đội trẻ đầu tiên vào năm 1998. Atletico Madrid gửi đội U-15 để tham dự giải Nike Cup, ở Tây Ban Nha và châu Âu, để đấu với đội trẻ từ các câu lạc bộ khác.Atletico vô địch giải đấu. Anh sau đó được bầu chọn là cầu thủ xuất sắc nhất châu Âu ở lứa tuổi đó. Vào năm 1999, Torres ký hợp đồng chuyên nghiệp đầu tiên cùng Atletico Madrid. Anh dành năm đầu chơi ở đội trẻ và chuyển lên để tham dự giải hạng nhất khi anh mới 16. Vào mùa giải 2000-01 anh có sự khởi đầu tồi tệ, khi Torres bị dính chấn thương ống chân khiến anh phải rời xa sân cỏ tới tháng 12. Torres tập cùng đội 1 để chuẩn bị cho mùa giải kế tiếp, nhưng cuối cùng anh lại có trận đấu đầu tiên vào ngày 27 tháng 5 năm 2001, ở sân Vicente Calderon, tiếp CD Leganes. Một tuần sau, anh ghi bàn đầu tiên cho câu lạc bộ khi tiếp Albacete Balompie và mùa giải đó Atletico đã không thể được lên chơi ở La Liga.
Atletico được lên chơi ở La Liga ở cuối mùa giải 2001-02.Torres không thi đấu tốt ở mùa giải đó, khi anh chỉ ra sân 6 trận trong tổng cộng 36 trận ở Segunda Divison. Mùa giải 2002-03 đối với Torres có tốt hơn, dù sao, anh ghi 12 bàn trong 29 lần ra sân và Atletico Madrid kết thúc mùa giải ở vị trí thứ 11. Vào mùa giải 2003-04, mùa giải thứ hai của anh ở La Liga, Torres có bước tiến lớn, ghi 19 bàn trong 35 lần ra sân, có nghĩa anh đứng thứ 3 trong danh sách vua phá lưới của giải đấu. Anh cùng tiền đạo người Hi Lạp Demis Nikolaidis tạo thành một bộ đôi tấn công ăn ý. Hai cầu thủ này bổ sung cho nhau, tạo khoảng trống và cơ hội cho mỗi người rồi cùng nhau ghi 26 bàn. Ở tuổi 19, Torres chính thức là đội trưởng của Atletico Madrid. Atletico Madrid năm đó đã bị loại khỏi cúp UEFA từ vòng bảng, nhưng kết thúc mùa giải với vị trí thứ 7 vảo năm 2004, họ được tham dự vòng loại cúp Intertoto, và Torres là ngôi sao sáng nhất của giải đấu. Anh ghi 2 bàn trong 2 trận tiếp OFK Beograd, với 1 bàn ở mỗi lượt. Atletico Madrid đi tới trận chung kết, nhưng thất bại trên chấm phạt đền trước Villarreal CF. Đương kim vô địch Premier League Chelsea tin tưởng rằng họ sẽ có được Torres vào năm 2005, nhưng chủ tịch Atletico Madrid Enrique Cerezo cho biết họ không có cơ hội để chiêu mộ anh. Cerezo sau đó vào tháng 1 năm 2006 nói rằng câu lạc bộ sẽ xem xét các mức giá dành cho Torres và Torres khẳng định Newcastle United đã đưa ra mức giá cho anh vào tháng 3.
Torres chơi cho đội tuyển Tây Ban Nha ở World Cup 2006. Sau World Cup anh cho biết đã từ chối lời đề nghị gia nhập Chelsea vào cuối mùa giải 2005-06. Torres ghi 14 bàn trong giải quốc nội ở mùa giải 2006-07, nhưng tương lai của anh ở Atltico một lần nữa lại là chủ đề đặc biệt khi câu lạc bộ thất bại trong việc đăng quang cúp UEFA. Các hãng thông tấn Anh đưa tin rằng anh đang muốn chuyển đến Liverpool, nhưng Cerezo cho biết, "Chúng tôi chưa nhận được lời đề nghị nào từ Liverpool hay bất kì đội bóng nào cho cậu ấy". Tuy nhiên, chỉ vào ngày sau, các hãng thông tấn lại đưa tin Atletico đã đạt được thoả thuận với Liverpool về Torres. Mức giá được đồn là vào khoảng 25 triệu bảng Anh cộng với Luis Garcia chuyển đến Atletico như một phần của cuộc chuyển nhượng. Vào ngày 30 tháng 6, Atletico thông báo đã mua được Diego Forlan từ Villarreal, đó như là một sự thay thế cho Torres trước khi anh chính thức ra đi. Vào ngày 2 tháng 7, thông tin cho rằng Torres đã cắt ngắn kì nghỉ để bay tới Madrid để hoàn thành việc chuyển tới Liverpool. Vài ngày sau, Torres vượt qua cuộc kiểm tra sức khoẻ ở Liverpool. Anh có một buổi lễ ở Madrid vào ngày 4 tháng 7 để chia tay cổ động viên Atletico, trước khi hoàn thành việc chuyển tới Liverpool với bản hợp đồng 6 năm. Đó là mức giá chuyển nhượng kỉ lục trong lịch sử Liverpool. Vào tháng 3 năm 2008, huấn luyện viên Rafael Benítez cho biết trong một cuộc phỏng vấn cho tờ The Times rằng mức giá của Torres vào khoảng 20 triệu bảng Anh, mặc dù vụ chuyển nhượng này có cả việc Garcia chuyển tới Atletico.

### Liverpool

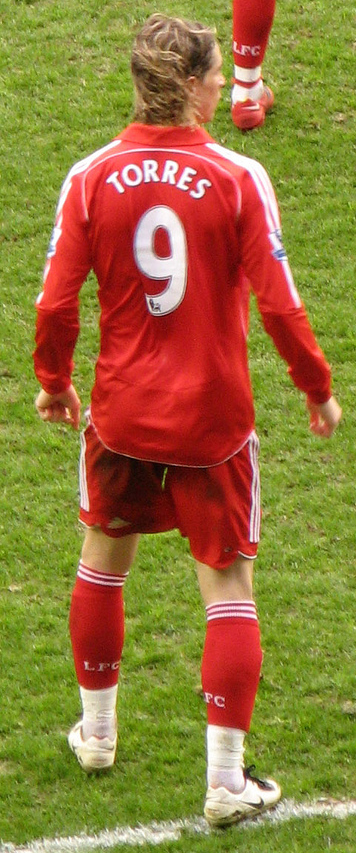
Torres chơi cho Liverpool trong trận tiếp Middlesbrough vào ngày 23 tháng 2 năm 2008, trận đó anh ghi một cú hat-trick

Torres có trận đấu chính thức đầu tiên cho Liverpool trong trận tiếp Aston Villa, trận đó Liverpool thắng 2-1 vào ngày 11 tháng 8 năm 2007. Anh có trận đấu đầu tiên ở cúp Champions League 4 ngày sau đó trong trận thắng Toulouse FC, sau khi vào sân ở phút 79.Bàn thắng đầu tiên của anh ở Premier League trên sân Anfield đến vào ngày 19 tháng 8, vào phút thứ 16 của trận hoà với Chelsea. Cú hat-trick đầu tiên của anh là trong trận thắng 4-2 trước Reading ở cúp liên đoàn vào tháng 9, tất cả bàn thắng anh ghi được đều đến trong hiệp 2. Bàn đầu tiên của anh ở cúp Champions League đến trong trận đấu thứ ba của anh ở giải đấu khi đánh bại FC Porto 4-1, trận đó anh ghi 2 bàn.
Anh là cầu thủ xuất sắc nhất Premier League tháng 2, khi anh ghi 4 bàn trong 2 trận, bao gồm một cú hattrick trong trận tiếp Middlesbrough vào ngày 23 tháng 2 năm 2008. Cú hattrick này và một trận thắng 4-0 trước West Ham United vào ngày 5 tháng 3 năm 2008 có nghĩa anh trở thành cầu thủ đầu tiên của Liverpool kể từ thời Jackie Balmer vào tháng 11 năm 1946 ghi một cú hattrick trong 2 trận liền ở sân nhà. Sau đó vào tháng 3, sau khi anh ghi một cú đánh đầu trong trận tiếp Reading ở Anfield, anh trở thành cầu thủ đầu tiên của Liverpool kể từ thời Robbie Fowler ở mùa giải 1995-1996 ghi 20 bàn ở giải nội địa. Vào tháng 4, anh ghi một bàn khác ở Champions League, lần này là vào lưới Arsenal ở lượt về tứ kết, vào Liverpool lọt vào bán kết. Bàn thắng này nâng tổng số bàn thắng của anh trong mùa giải 2007-08 ở mọi mặt trận lên 29 bàn, vượt qua thành tích của Michael Owen. Vào ngày 11 tháng 4 năm 2008, Torres được nằm trong top 6 cầu thủ xuất sắc nhất của giải Premier League, sau đó Cristiano Ronaldo của Manchester United giành được. Đội tuyển Tây Ban Nha cũng có một thành viên khác được tôn vinh, đó là Cesc Fabregas của Arsenal được bầu là cầu trẻ xuất sắc nhất năm. Vào tháng 5, anh đứng thứ 2 sau Cristiano Ronaldo cho danh hiệu cầu thủ ghi nhiều bàn nhất.

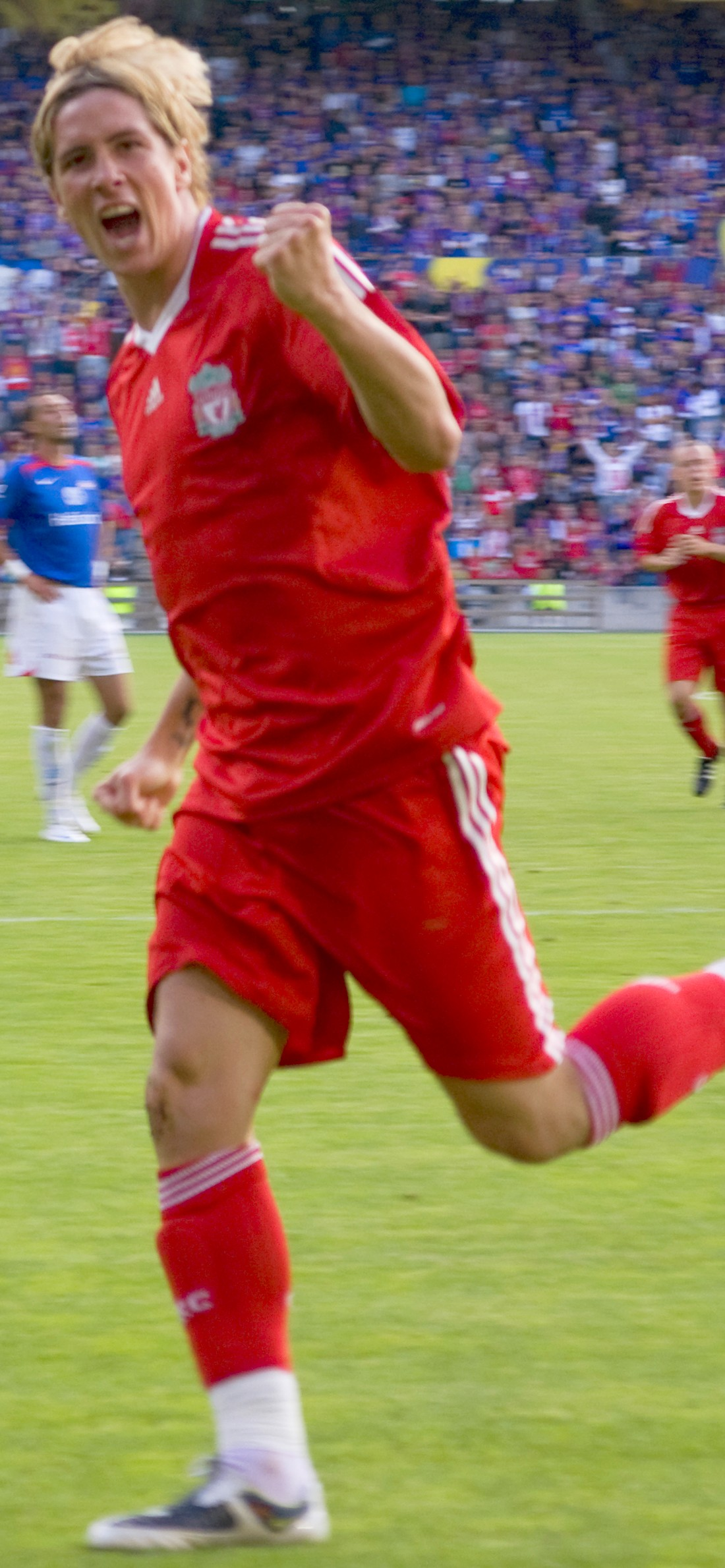
Torres sau khi ghi bàn trong trận gặp Vålerenga tại sân Ullevaal, Na Uy

Vào ngày 4 tháng 5 năm 2008, Torres ghi bàn trong trận thắng Manchester City, sánh nang kỉ lục ghi bàn liên tiếp ở Anfield trong 8 trận với Roger Hunt. Sau khi ghi bàn thắng thứ 24 ở mùa giải trong trận đấu cuối cùng của mùa giải, thắng 2-0 trước Tottenham Hotspur, anh lập kỉ lục về số bàn thắng ghi được trong mùa giải đầu tiên chơi ở Premier League của cầu thủ nước ngoài, được lập bởi Ruud Van Nistelrooy với 23 bàn. Anh kết thúc mùa giải với vị trí thứ 2 cùng Emmanuel Adebayor trong danh sách vua phá lưới giải. Torres là một chủ đề bàn tán của dư luận khi Chelsea ra giá 50 triệu bảng Anh để mua anh nhưng Torres đã từ chối và cho biết còn nhiều năm nữa anh mới rời Liverpool. Vị đồng chủ tịch Liverpool Tom Hicks phủ nhận vụ chuyển nhượng này, ông nói sẽ không cho phép Torres ra đi với bất cứ giá nào.
Torres có sự khởi đầu triển vọng ở mùa giải 2008-09, ghi bàn duy nhất trong trận thắng 1-0 trước Sunderland. Anh sau đó đã bị dính chấn thương gân kheo trong trận hoà 0-0 với Aston Villa, điều này khiến anh phải ngồi ngoài trong 3 tuần. Torres có sự trở lại trong trận thắng 2-1 trước Olympique Marseille ở Champions League và ghi bàn trong quyết định trong trận derby vùng Merseyside với Everton vào ngày 27 tháng 9 giúp Liverpool thắng 2-0.Anh tiếp tục đà thăng tiến với 2 bàn thắng trong trận thắng Manchester City ở tuần sau đó với tỉ số 3-2 ở sân khách sau khi Liverpool bị dẫn 2 bàn. Bàn đầu tiên đó là bàn thứ 1000 của Liverpool ở Premier League. Torres bị dính một chấn thương gân kheo trong trận đấu ở vòng loại World Cup 2010, có nghĩa anh sẽ phải bỏ lỡ 3 trận đấu cùng Liverpool.Vào ngày 22 tháng 10, Liverpool tiếp đội bóng cũ của Torres là Atletico de Madrid ở sân Vicente Calderon trong một trận đấu thuộc khuôn khổ UEFA Champions League, nhưng chấn thương đồng nghĩa với việc anh sẽ phải ngồi ngoài.Chủ tịch Atletico, Enrique Cerezo, đã mời anh ngồi ghế VIP để xem trận, nhưng anh đã từ chối để ở nhà dưỡng thương. Anh được bầu vào đội hình xuất sắc nhất mùa giải 2007-08 vào ngày 27 tháng 10.
Torres đánh dấu sự trở lại cùng Liverpool khi vào sân ở phút 72 trong trận thắng 3-0 trước West Bromwich Albion. Anh nói anh muốn được trở về Atletico cuối cùng, anh nói "Tôi không biết tôi có giải nghệ ở đó không, nhưng tôi muốn trở lại và kết thúc những điều mà câu lạc bộ không làm được". Theo chẩn đoán anh sẽ phải ngồi ngoài từ 2 đến 3 tuần sau chiến thắng 1-0 của Liverpool trước Marseille ở Champions League vào tháng 11, khi anh bị dính chấn thương, nhưng sau đó chấn thương đã bị kéo dài ít nhất 4 tuần. Anh nằm trong danh sách cầu thủ xuất sắc nhất năm theo bình chọn của FIFA vào tháng 12, và cuối cùng anh đứng ở vị trí thứ 3 sau Cristiano Ronaldo và Lionel Messi. Torres trở lại vào ngày 3 tháng 1 năm 2009 khi anh vào sân từ ghế dự bị vào ghi bàn trong trận thắng 2-0 trước Preston North End; bàn đầu tiên của anh ở cúp FA.Anh ghi 2 bàn thắng muộn cho Liverpool trong trận thắng 2-0 trước Chelsea vào ngày 1 tháng 2.Mặc dù mới chỉ có hơn 1 năm chơi cùng đội bóng, nhưng Torres vẫn được chọn vào danh sách 50 cầu thủ xuất sắc nhất mọi thời đại của Liverpool theo The Times,củng cố niềm tin của anh với Liverpool chỉ trong một thời gian ngắn.
Torres đối đầu với đối thủ kình địch cũ Real Madrid vào ngày 10 tháng 3 ở Champions League ở vòng 16 đội mặc dù vẫn dính chấn thương mắt cá, anh đã phải có tiêm một mũi giảm đau trước trận để có thể thi đấu. Anh ghi bàn đầu tiên của trận, trận này kết thúc với chiến thắng 4-0, có nghĩa Liverpool sẽ vào tứ kết với tổng tỉ số 5-0.4 ngày sau anh được ra sân trong trận tiếp Manchester United ở Old Trafford và ghi bàn quân bình tỉ số 1-1, góp công vào chiến thắng 4-1. Torres ghi bàn thứ 50 cho Liverpool vào ngày 24 tháng 5 khi tiếp Tottenham Hotspur ở ngày kết thúc mùa giải 2008-09, đó là lần ra sân thứ 84 của anh. Sau đó, anh ký một bản hợp đồng mới với Liverpool, như để củng cố niềm tin đối với anh và bao gồm cả việc sẽ gia hạn thêm một năm sau khi nó mãn hạn vào năm 2013.
Ngày 31 tháng 1 năm 2011, Liverpool đã chính nhận lời Chelsea với giá 50 triệu bảng để đưa Torres tới Stamford Bridge. Lý do khiến anh rời Liverpool vì anh không còn cảm thấy Liverpool đủ khả năng để cạnh tranh vô địch quốc gia cũng như cấp châu lục. Sự ra đi này khiến nhiều cổ động viên Liverpool tức giận đốt áo đấu của anh và gọi anh là Judas (Kẻ phản bội Chúa).

### Chelsea
Ngày 31 tháng 1 năm 2011, ngày cuối cùng của kì chuyển nhượng mùa đông, Fernando Torres đã đồng ý về câu lạc bộ Chelsea với mức giá 50 triệu bảng (58,5 triệu Euro),bản hợp đồng có thời hạn 5,5 năm. Anh đã trở thành bản hợp đồng đắt giá thứ 4 trên thế giới (sau Cristiano Ronaldo, Zlatan Ibrahimović và Kaká). Tại đây anh mang áo số 9 và nhận mức lương 175.000 bảng một tuần.
Anh có trận đấu đầu tiên cho Chelsea trong trận đấu với chính Liverpool FC vào ngày 6 tháng 2 nhưng đã không ghi được bàn thắng và bị thay ra ở phút 66 bằng Salomon Kalou.. Sau đó anh tiếp tục thi đấu mờ nhạt. Phải đến ngày 23 tháng 4 Torres mới có pha ghi bàn kĩ thuật vào lưới West Ham United trong trận thắng 3-0, đây cũng là bàn thắng đầu tiên anh ghi được trong màu áo Chelsea và nó cũng cắt chuỗi mạch 13 trận đấu liên tiếp anh không ghi bàn.

#### Mùa giải 2011-2012

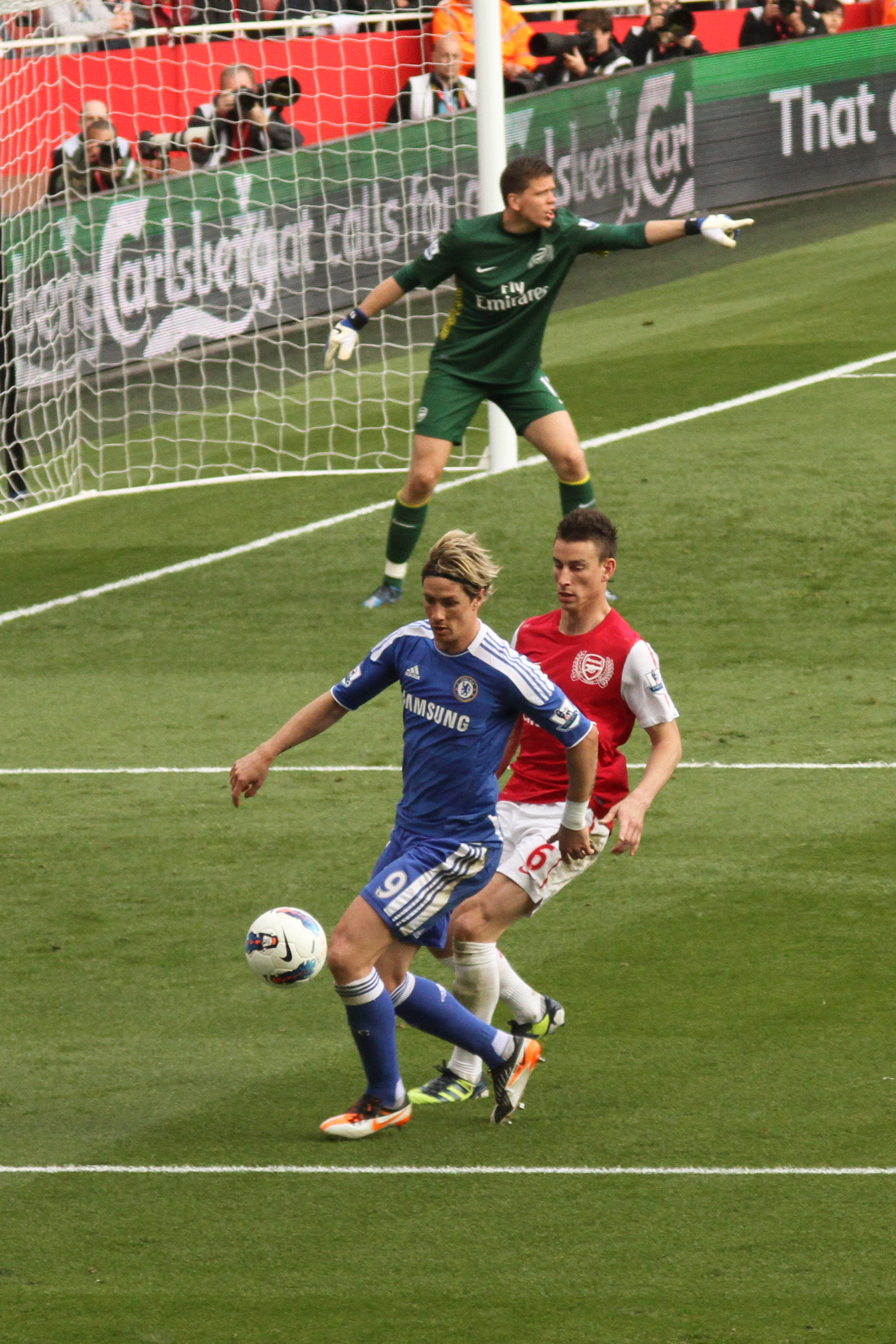
Torres thi đấu cho Chelsea năm 2012

Trước khi Giải Ngoại Hạng Anh khởi tranh, Torres đã nói với giới truyền thông rằng: "Tôi đã phục hồi toàn bộ phong độ, và tôi chưa quên cách ghi bàn". Torres đã nói như thế và anh cố gắng điều mình nói là đúng và đúng như vậy. Mọi sự nỗ lực của anh cũng được đền đáp bằng pha ghi bàn vào lưới Manchester United.

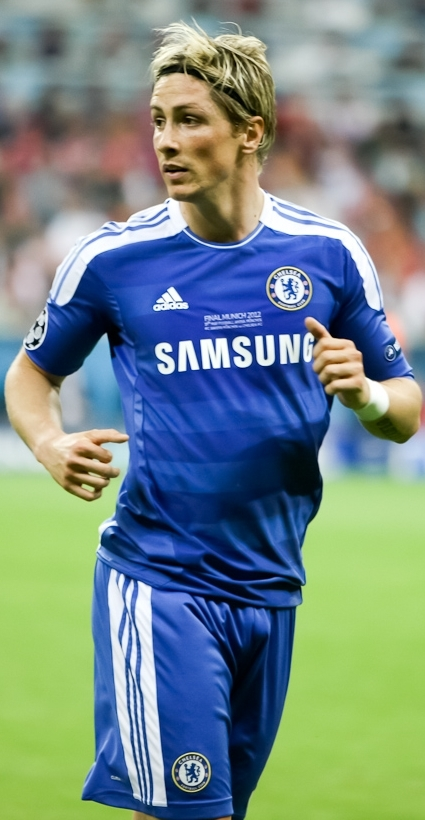
Torres tại chung kết UEFA Champions League 2012

Ngày 20 tháng 10 năm 2011 tại Champions League Torres đã thi đấu rất hay và đã lập được một cú đúp đầu tiên cho Chelsea trong trận thắng 5-0 trước câu lạc bộ Racing Genk của Bỉ. Dường như Torres đã trở thành một phiên bản của Andriy Shevchenko, anh thi đấu giống một tiền vệ tấn công thực thụ hơn là tiền đạo dưới thời André Villas-Boas khi anh thường xuyên kiến tạo mà không ghi bàn thắng.
Quãng thời gian tịt ngòi của anh chỉ chấm dứt sau khi huấn luyện viên André Villas-Boas bị sa thải. Ngày 18 tháng 3, dưới sự dẫn dắt của huấn luyện viên tạm quyền Roberto Di Matteo, Torres đã lập cú đúp của mình trong trận tứ kết Cúp FA gặp Leicester City với chiến thắng 5-2 cho Chelsea, giúp Chelsea vào bán kết, đồng thời anh cũng cắt chuỗi trận không ghi được bàn thắng lâu dài.
Ngày 24 tháng 4, tại bán kết lượt về UEFA Champions League trong thế trận Chelsea bị Barcelona dẫn trước 2-1 và chỉ còn thi đấu với 10 người, Barca vẫn phải dồn lên tấn công (do lượt đi Chelsea đã thắng 1-0) nhưng trong 1 tình huống phản công, một mình Torres đã đối mặt thủ thành Víctor Valdés và sau đó kỹ thuật qua người để rồi ghi bàn thắng gỡ hòa 2-2 ở phút 90+2 chấm dứt mọi hi vọng vào chung kết của Barcelona qua đó giúp Chelsea tiến vào chung kết. Năm ngày sau,tiếp đà hưng phấn, Torres lần đầu tiên lập hat-trick cho Chelsea trong trận thắng 6-1 trước Queens Park Rangers, có thể nói 3 bàn thắng này chứng minh Torres đã hồi sinh.
Anh có danh hiệu đầu tiên trong màu áo Chelsea khi The Blues đánh bại CLB cũ của anh là Liverpool trong trận chung kết Cúp FA với tỉ số 2-1.Ngày 20 tháng 5, anh cùng Chelsea giành chức vô địch UEFA Champions League. Trong trận đấu này, Chelsea hòa Bayern Munich với tỉ số 1-1 trong 120 phút thi đấu và sau đó giành chiến thắng trên chấm penalty với tỉ số 4-3.

#### Mùa giải 2012-2013
Sau khi Drogba rời Chelsea, anh được coi là tiền đạo số 1 của Chelsea.

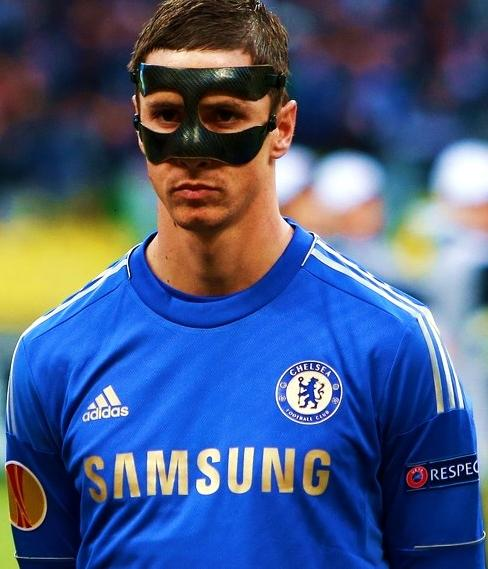
Torres với chiếc mặt nạ tại chung kết UEFA Europa League 2013

Ngày 22 tháng 8,anh là người nâng tỷ số lên thành 3-2 sau khi được đồng đội Ashley Cole kiến tạo trong trận thắng kịch tính trước CLB Reading với tỷ số 4-2.Ba ngày sau, anh là người đã kiếm được 1 quả penalty (giúp Eden Hazard ghi bàn đầu tiên trên chấm 11m trong màu áo Chelsea và anh trực tiếp ghi 1 bàn từ đường kiến tạo của Eden Hazard trong trận thắng 2-0 của Chelsea trước Newcastle. Anh cũng ghi bàn trong trận derby Luân Đôn với Arsenal. Anh ghi bàn quân binh tỷ số 1-1 trong trận gặp Norwich bằng một pha đánh đầu.
Ngày 22 tháng 11, huấn luyện viên Di Matteo bị BLĐ Chelsea sa thải vì thành tích kém cỏi của đội. Sau đó Chelsea bổ nhiệm huấn luyện viên Rafael Benítez làm Huấn luyện viên tạm quyền, với hy vọng ông sẽ giúp Torres hồi sinh.
Anh chấm dứt chuỗi trận không bàn thắng hơn 11 giờ đồng hồ của mình với hai bàn thắng vào lưới Nordsjælland ở Champions League vào ngày 5 tháng 12, qua đó giúp Chelsea đánh bại Nordsjælland 6-1 nhưng cũng không thể vượt qua vòng bảng. Ba ngày sau cú đúp ở Champions League, anh ghi 2 bàn và góp dấu giày trong bàn còn lại để giúp Chelsea giành chiến thắng 3-1 trên sân của Sunderland. Anh cũng ghi một bàn ở bán kết FIFA Club World Cup 2012 giúp Chelsea thắng Monterry 3-1 vào ngày 13 tháng 12. Tuy nhiên sau đó câu lạc bộ đã bị đánh bại 1-0 bởi Corinthians ở chung kết. Trận đấu sau đó ở Premier League, anh đóng góp 1 bàn trong chiến thắng tưng bừng 8-0 của Chelsea trước Aston Villa.
Torres cũng liên tục tỏa sáng ở Europa League với những bàn thắng cực kỳ quan trọng. Ngày 15 tháng 5 năm 2013, anh trực tiếp đóng góp bàn mở tỉ số trong trận chung kết UEFA Europa League khi đối đầu với Benfica. Sau đó Branislav Ivanovic đã ấn định chiến thắng 2-1 cho Chelsea giúp Chelsea trở thành CLB Anh đầu tiên trong lịch sử vô địch 2 cúp châu âu trong 2 mùa giải liên tiếp. Trận đấu cuối cùng của mùa giải, anh trở thành người hùng khi ghi bàn ấn định tỉ số, giúp Chelsea thắng Everton 2-1, qua đó về đích ở Premier League với vị trí thứ 3 chung cuộc.
Mùa giải 2012-2013 là mùa giải tốt nhất của anh cho Chelsea. El Nino đã thi đấu đầy nỗ lực, luôn cháy hết mình mỗi khi ra sân. Kết thúc mùa giải, anh đã có tổng cộng 61 trận, ghi 22 bàn thắng, trở thành một nhân tố quan trọng trong câu lạc bộ. Anh và đồng đội Juan Mata cũng đi vào lịch sử với tư cách là cầu thủ thứ 3 và thứ 4 giành được 4 danh hiệu danh giá bao gồm: World Cup, EURO, UEFA Champions League và Cúp UEFA Europa League.

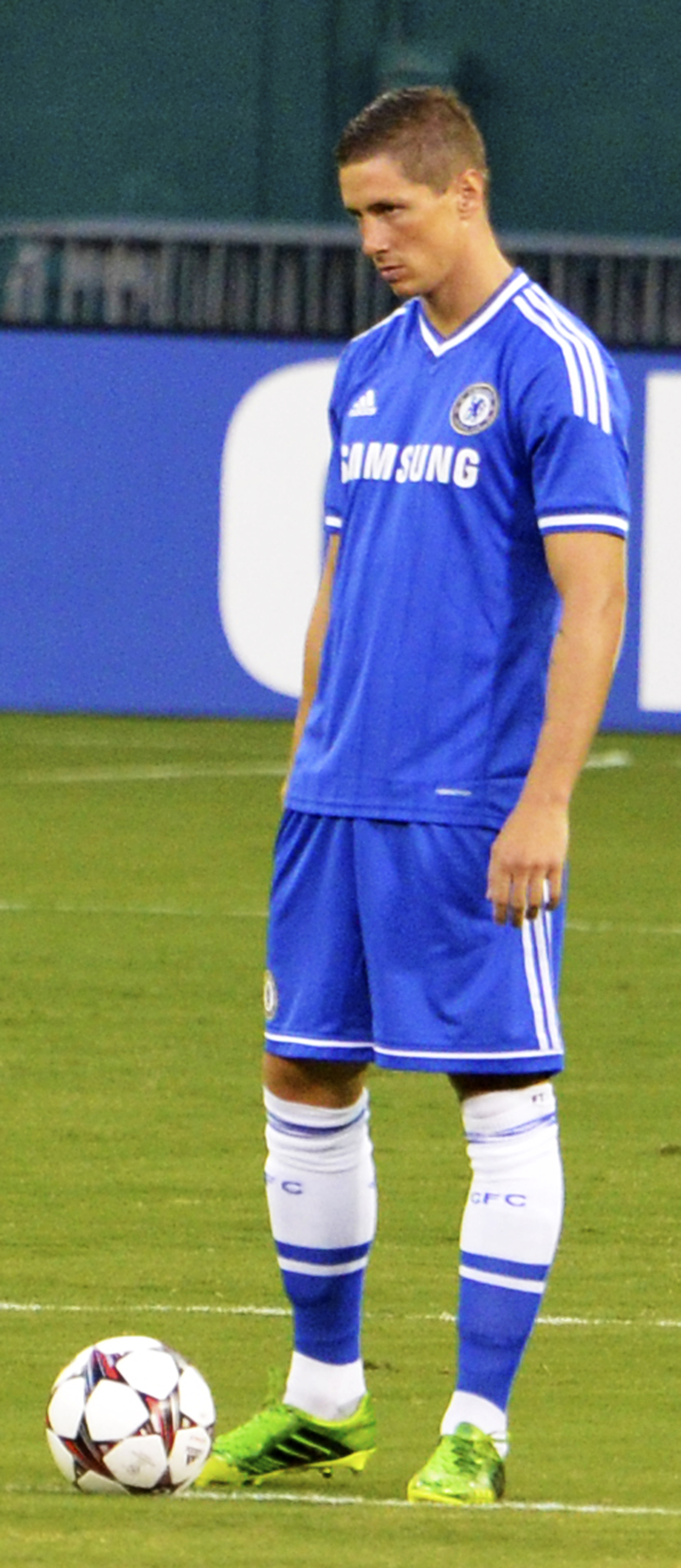
Fernando Torres năm 2013

#### Mùa giải 2013-2014
Torres phải nhận sự cạnh tranh khốc liệt từ Demba Ba và Samuel Eto'o cho vị trí tiền đạo trong mùa giải mới.
Trong trận đấu đầu tiên của mùa giải gặp Hull City, anh được huấn luyện viên mới của câu lạc bộ José Mourinho chọn đá chính, và đã giúp cho đội được hưởng một quả phạt đền. Anh có bàn thắng đầu tiên khi ghi bàn mở tỷ số trong trận tranh siêu cúp châu Âu giữa Chelsea và Bayern Munich, kết quả trận đấu hòa 2-2 và Chelsea thua 5-4 trên chấm luân lưu.Trận đấu sau đó ở vòng 3 cúp Liên đoàn với Swindon Town,anh tỏa sáng với một bàn thắng và một đường kiến tạo giúp đội thắng 2-0.
Ngày 23 tháng 10, trong trận đấu thuộc khuôn khổ Champions League, Torres kỉ niệm trận đấu thứ 100 của mình tại Chelsea bằng cú đúp bàn thắng vào lưới Schalke 04 giúp Chelsea thắng đậm 3-0 qua đó dẫn đầu bảng E với 6 điểm bằng Schalke nhưng hơn về hiệu số bàn thắng. Bàn thắng đầu tiên của anh tại Premier League trong mùa giải mới là bàn ấn định tỉ số 2-1 trước Manchester City vào phút thứ 90, trước đó anh đã có pha kiến tạo để André Schürrle ghi bàn thắng đầu tiên cho câu lạc bộ mới.

#### Mùa giải 2014-2015
Vào ngày 29 tháng 8, Chelsea quyết định đem Fernando Torres cho AC Milan mượn trong vòng 2 năm với giá 10 triệu bảng. Ngày 30 thắng 8, Torres sang Ý để kiểm tra y tế và hoàn tất các thủ tục chuyển nhượng.
Trận đầu đầu tiên tại Milan, là khi anh vào sân thay người vào phút thứ 76 trong trận AC Milan với Juventus. Torres có bàn thắng đầu tiên cho Milan gặp Empoli. Trong trân này bàn thắng của Torres giúp Milan rút ngắn khoảng cách xuống 2-1. Chung cuộc, Milan hòa 2-2 Empoli.

### Trở về Atletico Madrid

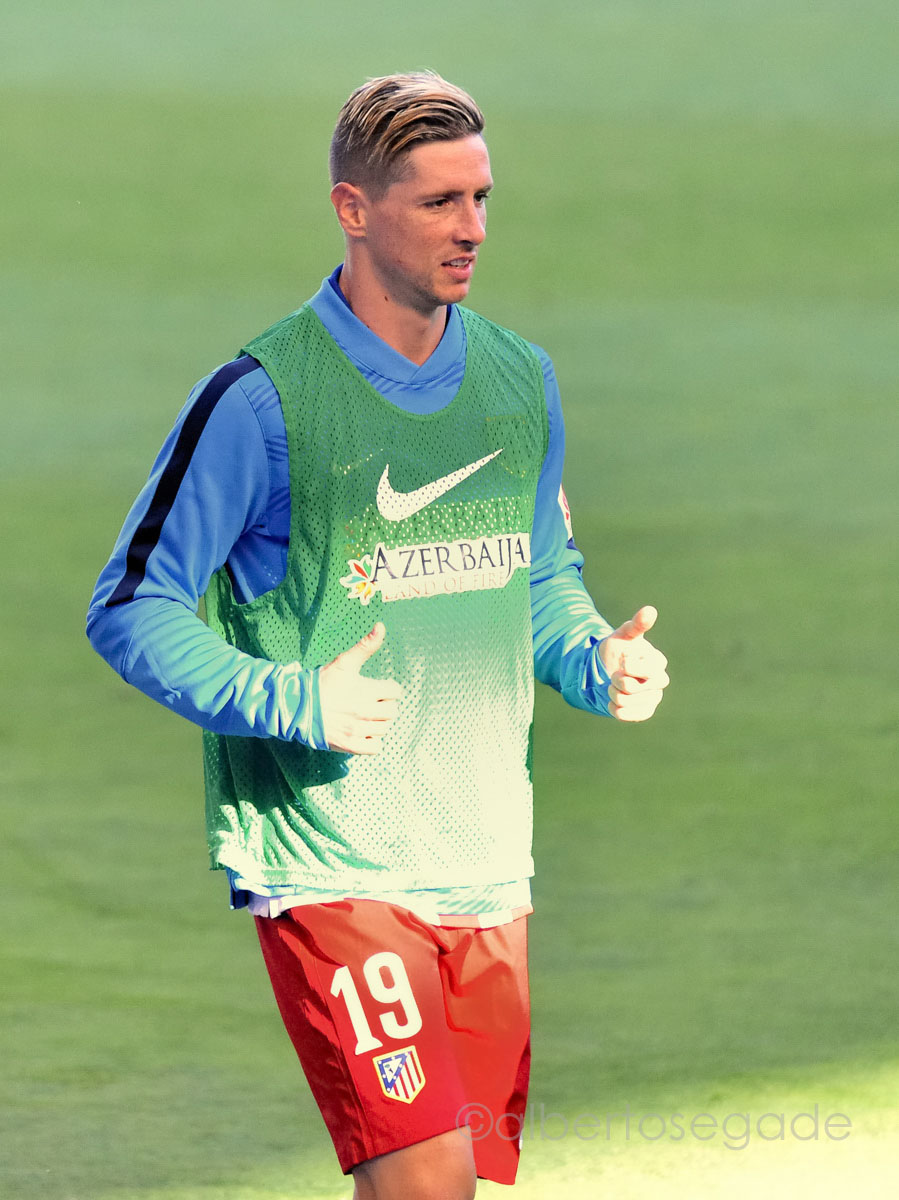
Torres khởi động trước một trận đấu của Atlético Madrid vào năm 2015.

Vào ngày 29 tháng 12 năm 2014, trang chủ chính thức của câu lạc bộ Atletico Madrid xác nhận đã mượn thành công tiền đạo Fernando Torres từ AC Milan bắt đầu từ bây giờ cho đến hết tháng 6 năm 2016.
Torres ra mắt tại sân vận động Vicente Calderón vào ngày 4 tháng 1 năm 2015 đã thu hút hơn 45.000 người theo dõi. Anh chơi trận đầu tiên cho Atlético vào ngày 7 tháng 1 năm 2015, tại trận lượt đi Copa del Rey trong trận đấu với Real Madrid. Anh không có cú sút nào trúng khung thành và bị thay ra sau 59 phút trên sân, tuy nhiên Atlético đã thắng 2-0. Tám ngày sau ở trận lượt về, Torres ghi được hai bàn thắng - trong những phút đầu tiên của mỗi hiệp, đây là bàn thắng đầu tiên của anh trong một trận derby Madrid. Torres ghi bàn ngay phút đầu tiên ở tứ kết, mặc dù Atlético thua 2-3 trên sân nhà trước Barcelona. Vào ngày 17 tháng 3, Torres ghi bàn trong trận thua trên loạt sút luân lưu 3-2 của Atlético trước Bayer Leverkusen tại vòng 16 đội UEFA Champions League. Vào ngày 21 tháng 3, anh ghi bàn thắng đầu tiên tại La Liga trong chiến thắng 2-0 trước Getafe.
Sau sự ra đi của Mario Mandžukić, Torres đã được thay đổi số áo từ số 19 đến số 9.

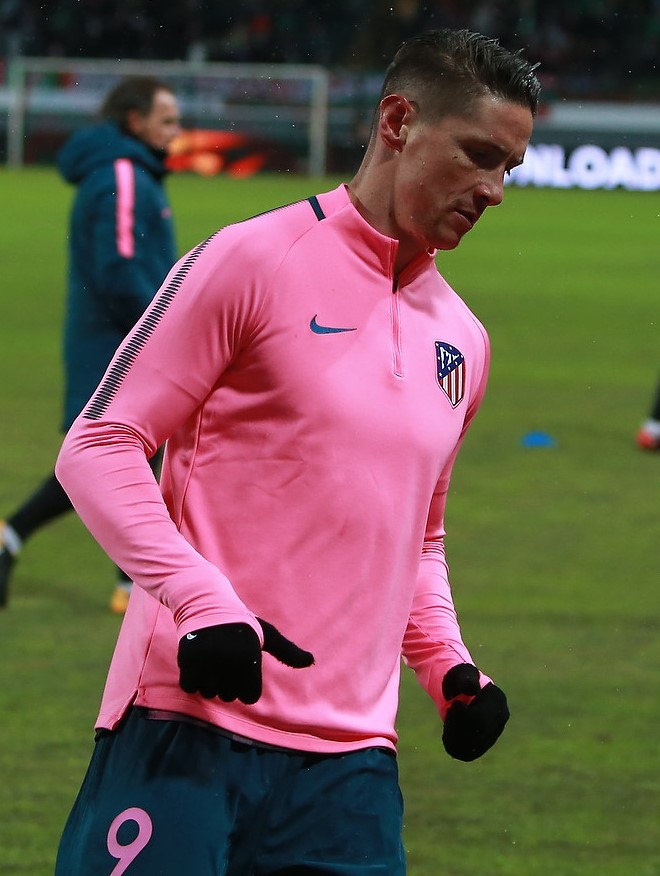
Fernando Torres năm 2018

Vào ngày 6 tháng 2 năm 2016, Torres ghi bàn thắng thứ 100 của anh với Atlético Madrid trong chiến thắng 3-1 trên sân nhà trước Eibar. Tháng tiếp theo, anh đánh dấu trận thứ 300 của mình cho Atlético bằng bàn thắng trong chiến thắng 3-1 trước Valencia.
Vào ngày 5 tháng 4 năm 2016, Torres ghi bàn thắng mở màn trận tứ kết lượt đi UEFA Champions League của Atlético với Barcelona tại Camp Nou, trước khi bị đuổi khỏi sân mười phút sau đó trong trận thua 2-1(ở lượt về, Atlético thắng 2-0 và thắng Bayern ở bán kết). Trong trận chung kết UEFA Champions League 2015-2016, khi Atlético đang bị Real dẫn trước 1-0, Torres đã kiếm về cho đội mình một quả đá phạt đền (bị Pepe phạm lỗi trong vòng cấm) nhưng Antoine Griezmann đã sút bóng trúng xà ngang. Mặc dù sau đó Atlético đã gỡ hòa 1-1 nhưng vẫn thua 5-4 trong loạt luân lưu. Sau khi trận đấu kết thúc, Torres đã bật khóc vì anh không thể vô địch cúp C1 cùng với câu lạc bộ thuở ấu thơ.
Vào ngày 5 tháng 7 năm 2016, Torres gia hạn hợp đồng với  trong một năm. Vào tháng 2 năm 2017, anh ghi bàn thắng thứ 100 tại La Liga khi anh ghi một cú đúp vào lưới Leganés. Vào ngày 4 tháng 7 năm 2017, Torres tiếp tục gia hạn hợp đồng thêm một năm nữa với Atlético madrid.
Torres vào sân thay người ở phút thứ 90 vào ngày 16 tháng 5 năm 2018 khi Atlético đánh bại Marseille 3-0 tại sân Parc Olympique Lyonnais trong trận chung kết UEFA Europa League 2018. Anh đã ghi hai bàn trong trận chung kết với Atlético trong trận hòa 2-2 trước Eibar để giành chức vô địch La Liga.

### Sagan Tosu và giải nghệ
Torres ký hợp đồng với câu lạc bộ J-League 1 Sagan Tosu vào ngày 10 tháng 7 năm 2018. Anh ghi bàn thắng đầu tiên cho câu lạc bộ vào ngày 22 tháng 8 tại King Cup trong chiến thắng ở vòng bốn trước Vissel Kobe. Anh ghi một bàn thắng và hai pha kiến tạo trong chiến thắng 3-0 trước Gamba Osaka. Vào ngày 21 tháng 6 năm 2019, Torres nói rằng anh sẽ giã từ sự nghiệp bóng đá. Anh thi đấu trận đấu cuối cùng trong sự nghiệp với Vissel Kobe vào ngày 23 tháng 8 năm 2019, khi anh đối mặt với những đồng đội cũ của Tây Ban Nha Andrés Iniesta và David Villa. Trận đấu kết thúc với thất bại 6-1 cho Sagan Tosu.

## Thi đấu quốc tế

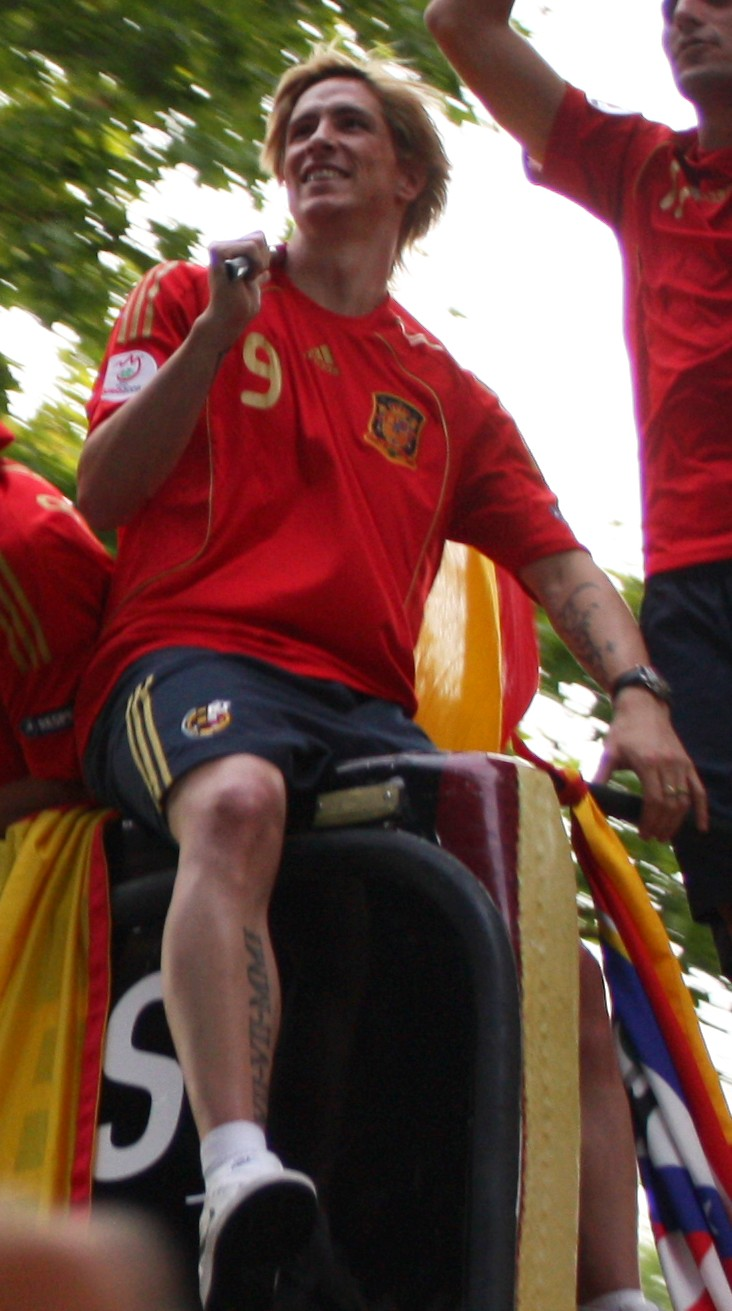
Torres ăn mừng danh hiệu vô địch Euro 2008 cùng đội tuyển Tây Ban Nha

Vào tháng 2 năm 2001, Torres vô địch giải Algarve Tournament cùng đội tuyển U-16 Tây Ban Nha. Đội U-16 tham dự giải U16 vô địch châu Âu vào năm 2001 vào tháng 5, giải đấu mà họ cũng vô địch, với bàn thắng duy nhất ở trận chung kết ghi bởi Torres, và anh cũng kết thúc giải đấu với ngôi vị vua phá lưới, và cũng là cầu thủ xuất sắc nhất giải. Vào tháng 11 năm 2001, Torres góp mặt cùng Tây Ban Nha ở giải vô địch châu Âu lứa tuổi U-17, nhưng đội đã không thể vượt qua vòng bảng. Vào tháng 7 năm 2002, anh vô địch giải vô địch châu Âu lứa tuổi U-19. Anh kết thúc giải với ngôi vị vua phá lưới, và là cầu thủ xuất sắc nhất giải, và một lần nữa lại ghi bàn duy nhất ở trận chung kết.

### Euro 2004
Torres có trận đấu đầu tiên cho đội tuyển Tây Ban Nha vào ngày 6 tháng 9 năm 2003 trong trận tiếp đội tuyển Bồ Đào Nha. Bàn thắng đầu tiên của anh cho đội tuyển đến trong trận tiếp đội tuyển Ý vào ngày 28 tháng 4 năm 2004. Anh được chọn cho đội tuyển Tây Ban Nha ở Euro 2004. Sau khi vào sân muộn màng ở 2 trận đầu tiên ở vòng bảng của Tây Ban Nha, anh ra sân trong trận đấu quyết định với Bồ Đào Nha, Tây Ban Nha thua 1-0, và đá cho đến hết hiệp 2, có một lần đưa bóng bật cột dọc.

### World Cup 2006
Anh ghi 7 bàn trong 11 lần ra sân ở vòng loại World Cup 2006, là cầu thủ ghi nhiều bàn nhất cho Tây Ban Nha ở vòng loại, bao gồm cả cú hattrick đầu tiên của anh ở đội tuyển trong trận tiếp San Marino. Trong trận đấu đầu tiên ở World Cup, Torres ghi bàn thắng cuối cùng trong trận thắng 4-0 trước Ukraine với một cú volley. Ở lưột đấu thứ 2, Torres lập cú đúp trước Tunisia, bàn đầu tiên ở phút 76 đưa Tây Ban Nha vượt lên dẫn trước, và sau đó là từ một cú đá phạt đền ở phút 90. Với 3 bàn, anh kết thúc giải đấu với việc là cầu thủ ghi nhiều bàn nhất cho Tây Ban Nha cùng với David Villa.

### Euro 2008
Anh được gọi cho lên đội tuyển Tây Ban Nha ở Euro 2008, khi anh tạo cơ hội cho Villa ghi bàn đầu tiên cho Tây Ban Nha ở giải đấu khi tiếp đội tuyển Nga. Torres đã cho thấy sự bực mình khi không bắt tay huấn luyện viên của Tây Ban Nha, Luis Aragones, sau khi bị thay ra. Anh sau đó giải thích cho việc tức giận với huấn luyện viên, nói rằng anh bực mình với chính bản thân. Anh ghi bàn đầu tiên ở giải trong trận đấu tiếp theo gặp đội tuyển Thụy Điển. Torres ghi bàn thắng quyết định và cũng được bầu là cầu thủ xuất sắc nhất trận trong trận thắng đội tuyển Đức với tỉ số 1-0 ở trận chung kết. Anh nói, "Đó là một giấc mơ có thực. Đây là danh hiệu đầu tiên của tôi và tôi hi vọng còn nhiều hơn nữa. Vô địch Euro, nó như vô địch World Cup. Chúng tôi đã xem trận chung kết qua vô tuyến, nhưng ngày hôm nay chúng tôi ở đây và chúng tôi vô địch. Nhiệm vụ của tôi là ghi bàn. Tôi muốn vô địch nhiều danh hiệu nữa và trở thành cầu thủ xuất sắc nhất châu Âu và thế giới." Anh về sau được bầu cùng với đối tác Villa trong đội hình hay nhất giải đấu.

### World Cup 2010
David Villa, về Fernando Torres
Torres đánh dấu trận đấu thứ 60 cho Tây Ban Nha ở vòng loại World Cup 2010 sau chiến thắng trước đội tuyển Thổ Nhĩ Kỳ vào ngày 28 tháng 3 năm 2009, trở thành cầu thủ trẻ nhất đạt được kỉ lục này. Trong một mùa giải bị dính nhiều chấn thương, anh đã bỏ lỡ nhiều trận đấu ở vòng loại, nhưng vẫn ghi bàn trong trận tiếp đội tuyển Chile sau khi vào sân thay Villa ở hiệp hai. Anh được chọn cho đội tuyển Tây Ban Nha ở FIFA Confederations Cup 2009 vào tháng 6. Anh ghi một cú hattrick trong 17 phút ở trận đầu tiên tiếp đội tuyển New Zealand vào ngày 14 tháng 6, đồng thời cũng là cú hattrick nhanh nhất của một cầu thủ cho đội tuyển Tây Ban Nha. Anh đá trong trận thắng 2-0 trước đội tuyển Mĩ, cũng như ở trận tranh giải 3, khi Tây Ban Nha thắng 3-2 sau hiệp phụ.
Sau đó là một khoảng thời gian khá lâu kể từ khi anh bị chấn thương, từ World cup 2010 đến nay anh chỉ ghi 6 bàn cho đội tuyển. 5 bàn ở World Cup và một trong trận đấu giao hữu với tuyển Mĩ bằng một pha bóng nhoài người ghi bàn qua đầu Tim Howard.

### Euro 2012 & Confederations Cup 2013

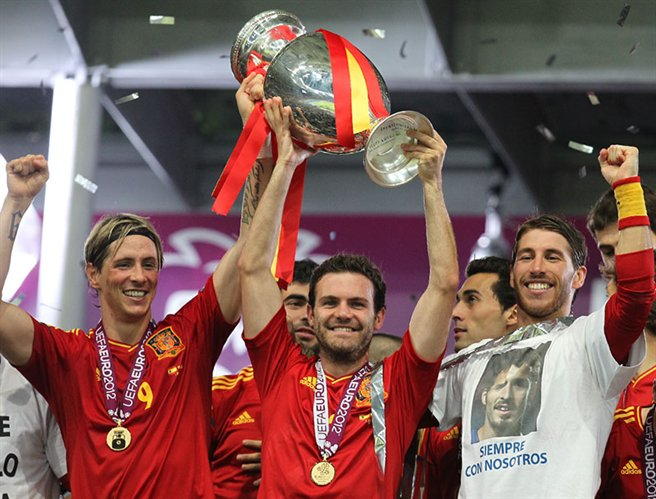
Torres (trái) cùng đồng đội Mata và Ramos ăn mừng chức vô địch Euro 2012

Anh được triệu tập danh sách 23 cầu thủ Đội tuyển Tây Ban Nha tham dự Euro 2012. Ngày 14/6/2012, anh lập cú đúp trong trận thắng 4-0 của Tây Ban Nha trước đội tuyển CH Ireland. Ngày 1/7/2012, anh ghi được 1 bàn thắng và 1 kiến tạo trong trận chung kết Euro, kết quả là Đội tuyển Tây Ban Nha giành chiến thắng 4-0 trước Đội tuyển Ý, qua đó giành chức vô địch, anh cũng được nhận danh hiệu là vua phá lưới của Euro 2012.
Sau Euro 2012, Torres sa sút phong độ và không được triệu tập vào Đội tuyển Tây Ban Nha trong một thời gian dài.
Ngày 28 tháng 5 năm 2013, anh được điền tên vào danh sách 26 cầu thủ tham dự Confederations Cup 2013 vì có được phong độ tốt ở Chelsea.

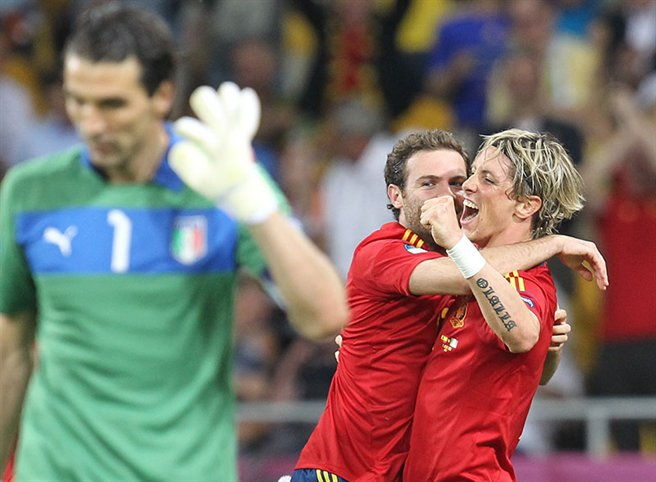
Mata cùng Torres ăn mừng vô địch Euro 2012

Ngay lập tức anh thể hiện cái duyên của mình ở đội tuyển quốc gia,Torres ghi tới 4 bàn thắng vào lưới Tahiti giúp Tây Ban Nha đại thắng Tahiti 10-0. Sau đó 3 ngày, anh ghi 1 bàn trong trận Tây Ban Nha thắng Nigeria 3-0. Dẫn đầu danh sách ghi bàn của Cúp Liên đoàn các châu lục 2013 với 5 bàn thắng. Tuy Tây Ban Nha không thể dành chức vô địch Confed Cup 2013 khi để thua Brasil 3-0 ở chung kết, nhưng Torres vẫn có được chiếc giày vàng.

### World Cup 2014
Tại World Cup 2014, Torres ghi 1 bàn thắng vào lưới đội tuyển Úc giúp Tây Ban Nha giành chiến thắng với tỉ số 3-0 nhưng Tây Ban Nha vẫn không thể vượt qua vòng bảng sau khi thua trước Hà Lan (1-5) và Chi Lê (2-0) đồng thời kết thúc ở vị trí thứ ba bảng đấu. Đây cũng là giải đấu cuối cùng Torres chơi bóng cho đội tuyển quốc gia, kết thúc thời kì vàng son của Torres nói riêng và Đội tuyển Tây Ban Nha nói chung.

## Đời tư

Torres và Olalla

Ba mẹ của anh là José Torres và Flori Sanz,anh còn có anh chị ruột là Israel (1977) và María Paz (1976).Torres cưới Olalla Domínguez Liste vào ngày 27 tháng 5 năm 2009 ở El Escorial, Madrid, nơi họ đã tạo dựng mối quan hệ từ năm 2001. Tháng 2 năm 2009, vợ anh đã mang bầu một đứa bé, mà sau đó được xác nhận là bé gái. Nora Torres Domínguez ra đời ngày 8 tháng 7 năm 2009 tại bệnh viện La Rosaleda Compostelan, ở Santiago de Compostella.
Vào năm 2009, có thông tin cho rằng Torres có tài sản cá nhân vào khoảng 14 triệu bảng Anh. Anh xuất hiện trong video "Ya Nada Volverá A Ser Como Antes" bởi ban nhạc rock Tây Ban Nha El Canto del Loco, ca sĩ của ban nhạc, Dani Martin, có một mối quan hệ thân thiết với cầu thủ này. Anh có xuất hiện trong bộ phim hài Torrente 3 vào năm 2005.
Torres còn có biệt danh "mụn" vì mặt anh khá nhiều mụn.
Ngày 14 tháng 8 năm 2009, anh cho ra đời cuốn tự truyện Torres: Elnino: My story (Torres: Elnino: Câu truyện của tôi).Trong cuốn sách này,Torres đã giãi bày với độc giả những tâm sự,cảm nhận của anh.
Torres rất say mê Video game, đặc biệt là các trò chơi dành cho máy PlayStation 3. Anh tiết lộ rằng ở trong ngôi biệt thự của mình, anh đặt 3 máy PS3 ở 3 tầng để có thể chơi game thoải mái thỏa thích khi phải rời xa sân cỏ vì chấn thương. 
Những Video game mà anh ưa thích là PES và GTA.
Anh cũng xăm mình như bao cầu thủ khác:
- Hình xăm thứ nhất ở ống chân là ba chữ số La Mã, VII VII MMI (7 7 2001). Đây là ngày mà anh và Domínguez bắt đầu mối quan hệ giữa 2 người.
- Hình xăm thứ hai ở bên tay phải là số 9, số áo yêu thích của anh. Anh mặc số 9 ở ĐT Tây Ban Nha, ở Atlético de Madrid, Liverpool, Chelsea và Milan
- Hình xăm thứ 3 là một cụm từ viết bằng hệ thống ký tự Tengwar, tron

Tính đến 11 tháng 8 năm 2019.
| Câu lạc bộ             | Mùa giải            | Giải quốc nội       | Giải quốc nội | Giải quốc nội | Cúp quốc gia | Cúp quốc gia | Cúp liên đoàn | Cúp liên đoàn | Châu Âu | Châu Âu | Khác | Khác | Tổng | Tổng |
| Câu lạc bộ             | Mùa giải            | Giải Ngoại hạng     | Trận          | Bàn           | Trận         | Bàn          | Trận          | Bàn           | Trận    | Bàn     | Trận | Bàn  | Trận | Bàn  |
| ---------------------- | ------------------- | ------------------- | ------------- | ------------- | ------------ | ------------ | ------------- | ------------- | ------- | ------- | ---- | ---- | ---- | ---- |
| Atlético Madrid        | 2000–01             | Segunda División    | 4             | 1             | 2            | 0            | —             | —             | —       | —       | —    | —    | 6    | 1    |
| Atlético Madrid        | 2001–02             | Segunda División    | 36            | 6             | 1            | 1            | —             | —             | —       | —       | —    | —    | 37   | 7    |
| Atlético Madrid        | 2002–03             | La Liga             | 29            | 13            | 2            | 1            | —             | —             | —       | —       | —    | —    | 31   | 14   |
| Atlético Madrid        | 2003–04             | La Liga             | 35            | 19            | 5            | 2            | —             | —             | —       | —       | —    | —    | 40   | 21   |
| Atlético Madrid        | 2004–05             | La Liga             | 38            | 16            | 6            | 2            | —             | —             | 5       | 2       | —    | —    | 49   | 20   |
| Atlético Madrid        | 2005–06             | La Liga             | 36            | 13            | 4            | 0            | —             | —             | —       | —       | —    | —    | 40   | 13   |
| Atlético Madrid        | 2006–07             | La Liga             | 36            | 14            | 4            | 1            | —             | —             | —       | —       | —    | —    | 40   | 15   |
| Atlético Madrid        | Tổng                | Tổng                | 214           | 82            | 24           | 7            | —             | —             | 5       | 2       | —    | —    | 243  | 91   |
| Liverpool              | 2007–08             | Premier League      | 33            | 24            | 1            | 0            | 1             | 3             | 11      | 6       | —    | —    | 46   | 33   |
| Liverpool              | 2008–09             | Premier League      | 24            | 14            | 3            | 1            | 2             | 0             | 9       | 2       | —    | —    | 38   | 17   |
| Liverpool              | 2009–10             | Premier League      | 22            | 18            | 2            | 0            | 0             | 0             | 8       | 4       | —    | —    | 32   | 22   |
| Liverpool              | 2010–11             | Premier League      | 23            | 9             | 1            | 0            | 0             | 0             | 2       | 0       | —    | —    | 26   | 9    |
| Liverpool              | Tổng                | Tổng                | 102           | 65            | 7            | 1            | 3             | 3             | 30      | 12      | —    | —    | 142  | 81   |
| Chelsea                | 2010–11             | Premier League      | 14            | 1             | 0            | 0            | 0             | 0             | 4       | 0       | 0    | 0    | 18   | 1    |
| Chelsea                | 2011–12             | Premier League      | 32            | 6             | 6            | 2            | 1             | 0             | 10      | 3       | —    | —    | 49   | 11   |
| Chelsea                | 2012–13             | Premier League      | 36            | 8             | 5            | 1            | 4             | 2             | 16      | 9       | 3    | 2    | 64   | 22   |
| Chelsea                | 2013–14             | Premier League      | 28            | 5             | 2            | 0            | 1             | 1             | 10      | 5       | 0    | 0    | 41   | 11   |
| Chelsea                | Tổng                | Tổng                | 110           | 20            | 13           | 3            | 6             | 3             | 40      | 17      | 3    | 2    | 172  | 45   |
| Milan (mượn)           | 2014–15             | Serie A             | 10            | 1             | —            | —            | —             | —             | —       | —       | —    | —    | 10   | 1    |
| Atlético Madrid (mượn) | 2014–15             | La Liga             | 19            | 3             | 4            | 3            | —             | —             | 3       | 0       | —    | —    | 26   | 6    |
| Atlético Madrid (mượn) | 2015–16             | La Liga             | 30            | 11            | 2            | 0            | —             | —             | 11      | 1       | —    | —    | 43   | 12   |
| Atlético Madrid        | 2016–17             | La Liga             | 31            | 8             | 5            | 1            | —             | —             | 9       | 1       | —    | —    | 45   | 10   |
| Atlético Madrid        | 2017–18             | La Liga             | 27            | 5             | 6            | 3            | —             | —             | 12      | 2       | —    | —    | 45   | 10   |
| Atlético Madrid        | Tổng                | Tổng                | 107           | 27            | 17           | 7            | —             | —             | 36      | 4       | —    | —    | 160  | 38   |
| Sagan Tosu             | 2018                | J1 League           | 17            | 3             | 2            | 1            | 0             | 0             | —       | —       | —    | —    | 19   | 4    |
| Sagan Tosu             | 2019                | J1 League           | 18            | 2             | 0            | 0            | 2             | 0             | —       | —       | —    | —    | 20   | 2    |
| Sagan Tosu             | Tổng cộng           | Tổng cộng           | 35            | 5             | 2            | 1            | 2             | 0             | —       | —       | —    | —    | 39   | 6    |
| Tổng cộng sự nghiệp    | Tổng cộng sự nghiệp | Tổng cộng sự nghiệp | 578           | 200           | 64           | 19           | 11            | 6             | 111     | 35      | 3    | 2    | 767  |      |

### Đội tuyển quốc gia
Tính đến ngày 23 tháng 6 năm 2014.
| Đội tuyển quốc gia | Mùa giải  | Giao hữu | Giao hữu | Giải đấu | Giải đấu | Tổng cộng | Tổng cộng |
| Đội tuyển quốc gia | Mùa giải  | Trận     | Bàn      | Trận     | Bàn      | Trận      | Bàn       |
| ------------------ | --------- | -------- | -------- | -------- | -------- | --------- | --------- |
| Tây Ban Nha        | 2003      | 1        | 0        | 2        | 0        | 3         | 0         |
| Tây Ban Nha        | 2004      | 6        | 1        | 5        | 0        | 11        | 1         |
| Tây Ban Nha        | 2005      | 3        | 1        | 9        | 7        | 12        | 8         |
| Tây Ban Nha        | 2006      | 6        | 1        | 7        | 4        | 13        | 5         |
| Tây Ban Nha        | 2007      | 2        | 0        | 4        | 1        | 6         | 1         |
| Tây Ban Nha        | 2008      | 6        | 1        | 7        | 2        | 13        | 3         |
| Tây Ban Nha        | 2009      | 3        | 2        | 10       | 3        | 13        | 5         |
| Tây Ban Nha        | 2010      | 3        | 1        | 8        | 2        | 11        | 3         |
| Tây Ban Nha        | 2011      | 7        | 1        | 2        | 0        | 9         | 1         |
| Tây Ban Nha        | 2012      | 4        | 1        | 6        | 3        | 10        | 4         |
| Tây Ban Nha        | 2013      | 1        | 0        | 4        | 5        | 5         | 5         |
| Tây Ban Nha        | 2014      | 1        | 1        | 3        | 1        | 4         | 2         |
| Tổng cộng          | Tổng cộng | 43       | 10       | 67       | 28       | 110       | 38        |

### Bàn thắng quốc tế
Tính đến ngày 23 tháng 6 năm 2014.
| Đội tuyển quốc gia | Đội tuyển quốc gia   | Đội tuyển quốc gia                                       | Đội tuyển quốc gia | Đội tuyển quốc gia | Đội tuyển quốc gia | Đội tuyển quốc gia       |
| #                  | Thời gian            | Địa điểm                                                 | Đối thủ            | Bàn thắng          | Kết quả            | Giải đấu                 |
| ------------------ | -------------------- | -------------------------------------------------------- | ------------------ | ------------------ | ------------------ | ------------------------ |
| 1.                 | 28 tháng 4 năm 2004  | Sân vận động Luigi Ferraris, Genoa, Ý                    | Ý                  | 0–1                | 1–1                | Giao hữu quốc tế         |
| 2.                 | 10 tháng 2 năm 2005  | Sân vận động Mediterraneo, Almería, Tây Ban Nha          | San Marino         | 2–0                | 5–0                | Vòng loại World Cup 2006 |
| 3.                 | 26 tháng 3 năm 2005  | Sân vận động El Helmántico, Salamanca, Tây Ban Nha       | Trung Quốc         | 1–0                | 3–0                | Giao hữu quốc tế         |
| 4.                 | 8 tháng 10 năm 2005  | Sân vận động Vua Baudouin, Brussels, Bỉ                  | Bỉ                 | 0–1                | 0–2                | Vòng loại World Cup 2006 |
| 5.                 | 8 tháng 10 năm 2005  | Sân vận động Vua Baudouin, Brussels, Bỉ                  | Bỉ                 | 0–2                | 0–2                | Vòng loại World Cup 2006 |
| 6.                 | 12 tháng 10 năm 2005 | Sân vận động Olimpico, Rome, Ý                           | San Marino         | 0–2                | 0–6                | Vòng loại World Cup 2006 |
| 7.                 | 12 tháng 10 năm 2005 | Sân vận động Olimpico, Rome, Ý                           | San Marino         | 0–5                | 0–6                | Vòng loại World Cup 2006 |
| 8.                 | 12 tháng 10 năm 2005 | Sân vận động Olimpico, Rome, Ý                           | San Marino         | 0–6                | 0–6                | Vòng loại World Cup 2006 |
| 9.                 | 12 tháng 11 năm 2005 | Sân vận động Vicente Calderón, Madrid, Tây Ban Nha       | Slovakia           | 3–1                | 5–1                | Vòng loại World Cup 2006 |
| 10.                | 7 tháng 6, 2006      | Stade de Geneve, Geneva, Thụy Sĩ                         | Croatia            | 2–1                | 2–1                | Giao hữu quốc tế         |
| 11.                | 14 tháng 6, 2006     | Zentralstadion, Leipzig, Đức                             | Ukraina            | 4–0                | 4–0                | World Cup 2006           |
| 12.                | 19 tháng 6, 2006     | Mercedes-Benz Arena, Stuttgart, Đức                      | Tunisia            | 2–1                | 3–1                | World Cup 2006           |
| 13.                | 19 tháng 6, 2006     | Mercedes-Benz Arena, Stuttgart, Đức                      | Tunisia            | 3–1                | 3–1                | World Cup 2006           |
| 14.                | 2 tháng 9, 2006      | Sân vận động Nuevo Vivero, Badajoz, Tây Ban Nha          | Liechtenstein      | 1–0                | 4–0                | Vòng loại Euro 2008      |
| 15.                | 12 tháng 9, 2007     | Estadio Carlos Tartiere, Oviedo, Tây Ban Nha             | Latvia             | 2–0                | 2–0                | Vòng loại Euro 2008      |
| 16.                | 14 tháng 6 năm 2008  | Tivoli Neu, Innsbruck, Áo                                | Thụy Điển          | 0–1                | 1–2                | Euro 2008                |
| 17.                | 29 tháng 6 năm 2008  | Sân vận động Ernst Happel, Viên, Áo                      | Đức                | 0–1                | 0–1                | Euro 2008                |
| 18.                | 19 tháng 11 năm 2008 | Sân vận động El Madrigal, Villarreal, Tây Ban Nha        | Chile              | 2–0                | 3–0                | Giao hữu quốc tế         |
| 19.                | 9 tháng 6 năm 2009   | Sân vận động Tofik Bakhramov, Baku, Azerbaijan           | Azerbaijan         | 0–6                | 0–6                | Giao hữu quốc tế         |
| 20.                | 14 tháng 6 năm 2009  | Sân vận động Royal Bafokeng, Rustenburg, Nam Phi         | New Zealand        | 0–1                | 0–5                | Confed Cup 2009          |
| 21.                | 14 tháng 6 năm 2009  | Sân vận động Royal Bafokeng, Rustenburg, Nam Phi         | New Zealand        | 0–2                | 0–5                | Confed Cup 2009          |
| 22.                | 14 tháng 6 năm 2009  | Sân vận động Royal Bafokeng, Rustenburg, Nam Phi         | New Zealand        | 0–3                | 0–5                | Confed Cup 2009          |
| 23.                | 12 tháng 8 năm 2009  | Philip II Arena, Skopje, Macedonia                       | Bắc Macedonia      | 2–1                | 2–3                | Giao hữu quốc tế         |
| 24.                | 8 tháng 6 năm 2010   | Sân vận động La Condomina, Murcia, Tây Ban Nha           | Ba Lan             | 5–0                | 6–0                | Giao hữu quốc tế         |
| 25.                | 3 tháng 9 năm 2010   | Sân vận động Rheinpark, Vaduz, Liechtenstein             | Liechtenstein      | 0–1                | 0–4                | Vòng loại Euro 2012      |
| 26.                | 3 tháng 9 năm 2010   | Sân vận động Rheinpark, Vaduz, Liechtenstein             | Liechtenstein      | 0–3                | 0–4                | Vòng loại Euro 2012      |
| 27.                | 4 tháng 6 năm 2011   | Sân vận động Gillette, Foxborough, Hoa Kỳ                | Hoa Kỳ             | 0–4                | 0–4                | Giao hữu quốc tế         |
| 28.                | 30 tháng 5 năm 2012  | Stade de Suisse, Bern, Thụy Sĩ                           | Hàn Quốc           | 1–0                | 4–1                | Giao hữu quốc tế         |
| 29.                | 14 tháng 6 năm 2012  | PGE Arena, Gdańsk, Ba Lan                                | Cộng hòa Ireland   | 1–0                | 4–0                | Euro 2012                |
| 30.                | 14 tháng 6 năm 2012  | PGE Arena, Gdańsk, Ba Lan                                | Cộng hòa Ireland   | 3–0                | 4–0                | Euro 2012                |
| 31.                | 1 tháng 7 năm 2012   | Sân vận động Olympic, Kiev, Ukraina                      | Ý                  | 3–0                | 4–0                | Euro 2012                |
| 32.                | 20 tháng 6 năm 2013  | Sân vận động Maracanã, Rio de Janeiro, Brasil            | Tahiti             | 1–0                | 10–0               | Confed Cup 2013          |
| 33.                | 20 tháng 6 năm 2013  | Sân vận động Maracanã, Rio de Janeiro, Brasil            | Tahiti             | 3–0                | 10–0               | Confed Cup 2013          |
| 34.                | 20 tháng 6 năm 2013  | Sân vận động Maracanã, Rio de Janeiro, Brasil            | Tahiti             | 6–0                | 10–0               | Confed Cup 2013          |
| 35.                | 20 tháng 6 năm 2013  | Sân vận động Maracanã, Rio de Janeiro, Brasil            | Tahiti             | 9–0                | 10–0               | Confed Cup 2013          |
| 36.                | 23 tháng 6 năm 2013  | Sân vận động Castelão, Fortaleza, Brasil                 | Nigeria            | 0–2                | 0–3                | Confed Cup 2013          |
| 37.                | 30 tháng 5 năm 2014  | Sân vận động Ramón Sánchez Pizjuán, Sevilla, Tây Ban Nha | Bolivia            | 1–0                | 2–0                | Giao hữu quốc tế         |
| 38.                | 23 tháng 6 năm 2014  | Arena da Baixada, Curitiba, Brasil                       | Úc                 | 0–2                | 0–3                | World Cup 2014           |

## Danh hiệu

### Kỷ lục
Ở mùa giải 2012–13 thi đấu cho Chelsea: Fernando Torres đã lập kỷ lục ghi bàn ở mọi giải đấu mà anh tham gia gồm: Community Shield, Premier League, FIFA Club World Cup, FA Cup, EFL Cup (Cúp liên đoàn Anh), UEFA Champions League và UEFA Europa League.
Atlético Madrid
- UEFA Europa League: 2017–18[48]
- Segunda División: 2001–02[49]
- UEFA Champions League á quân: 2015–16[50]

Chelsea
- FA Cup: 2011–12[49]
- UEFA Champions League: 2011–12[49]
- UEFA Europa League: 2012–13[49]
- FIFA Club World Cup á quân: 2012[51]

U-16 Tây Ban Nha
- UEFA European Under-16 Championship: 2001[49]

U-19 Tây Ban Nha
- UEFA European Under-19 Championship: 2002[49]

Tây Ban Nha
- FIFA World Cup: 2010[49]
- UEFA European Championship: 2008, 2012[49]
- FIFA Confederations Cup á quân: 2013;[49] hạng ba: 2009[49]

Cá nhân
- Vua phá lưới Cúp Nike: 1999

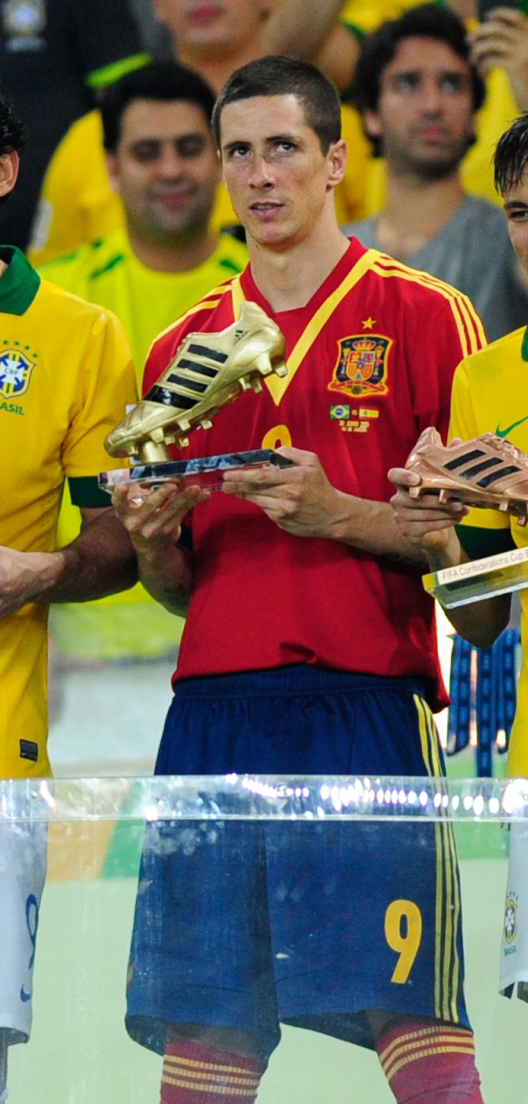
Torres cùng Tây Ban Nha đoạt Chiếc giày vàng FIFA Confederations Cup 2013

- Cầu thủ xuất sắc nhất Algarve Tournament: 2001
- Vua phá lưới Algarve Tournament: 2001
- Cầu thủ xuất sắc nhất Giải vô địch bóng đá U16 châu Âu: 2001
- Vua phá lưới Giải vô địch bóng đá U16 châu Âu: 2001
- Cầu thủ xuất sắc nhất Giải vô địch bóng đá U19 châu Âu: 2002
- Vua phá lưới Giải vô địch bóng đá U19 châu Âu: 2002
- Vua phá lưới của Liverpool: 2008, 2010
- Cầu thủ xuất sắc nhất năm của Liverpool: 2008
- FIFPro World XI: 2008, 2009
- Đội hình Premier League xuất sắc nhất năm của PFA: 2008, 2009
- Cầu thủ xuất sắc nhất tháng của Premier League: tháng 2 năm 2008, tháng 9 năm 2009
- Bàn thắng của tháng giải Premier League: tháng 4 năm 2009, tháng 3 năm 2010
- Quả bóng đồng châu Âu 2008, cầu thủ xuất sắc nhất thứ 3 thế giới sau Ronaldo và Messi
- Vua phá lưới Euro: 2012
- Giải thưởng Marca Leyenda: 2012
- Chiếc giày bạc Confederations Cup: 2009
- Chiếc giày vàng Confederations Cup: 2013
- Đội hình xuất sắc nhất giải Confederations Cup: 2009, 2013
- Đội hình xuất sắc nhất Euro 2008
- Đội hình xuất sắc nhất năm của UEFA: 2008, 2009
- Cầu thủ xuất sắc nhất tuần của Goal.com: Tuần thứ 210[52]